# 11081 Persäve
(11081) Persäve, denumire internațională (11081) Persave, este un asteroid din centura principală de asteroizi.

## Descriere
11081 Persäve este un asteroid din centura principală de asteroizi. A fost descoperit pe 21 martie 1993 la Observatorul La Silla în cadrul programului UESAC. Asteroidul prezintă o orbită caracterizată de o semiaxă mare de 2,87 ua, o excentricitate de 0,05 și o înclinație de 2,0° în raport cu ecliptica.